# درویز
درویز (انگلیسی: Derways) شرکت خودروسازی روسی است، که در سال ۲۰۰۳ تأسیس شد.